# Distrikt Molino
Der Distrikt Molino liegt in der Provinz Pachitea in der Region Huánuco in Zentral-Peru. Der Distrikt wurde am 29. November 1918 gegründet. Er besitzt eine Fläche von 238 km². Beim Zensus 2017 wurden 11.227 Einwohner gezählt. Im Jahr 1993 lag die Einwohnerzahl bei 9056, im Jahr 2007 bei 12.227. Sitz der Distriktverwaltung ist die 2377 m hoch gelegene Kleinstadt Molino mit 2990 Einwohnern (Stand 2017). Molino befindet sich 2,8 km südwestlich der Provinzhauptstadt Panao.

## Geographische Lage
Der Distrikt Molino liegt in der peruanischen Zentralkordillere im Westen der Provinz Pachitea. Das Areal wird nach Norden über den Río Panao entwässert.
Der Distrikt Molino grenzt im Süden an den Distrikt Ambo (Provinz Ambo), im Südwesten an die Distrikte Tomaykichwa und Conchamarca (beide in der Provinz Ambo), im Westen an den Distrikt Amarilis (Provinz Huánuco), im Norden an den Distrikt Umari sowie im Osten an den Distrikt Panao.

## Ortschaften
Im Distrikt gibt es neben dem Hauptort folgende größere Ortschaften:
- Ancomarca (253 Einwohner)
- Callagan Manzano (318 Einwohner)
- Chinchaycocha (219 Einwohner)
- Huarichaca (1426 Einwohner)
- Jillaulla (276 Einwohner)
- Miraflores (259 Einwohner)
- Montehuasi (279 Einwohner)
- Oroya
- Pucajaga (311 Einwohner)
- Tague Tague (225 Einwohner)